# Kontalk
Kontalk ist ein freier Instant-Messaging-Client für Smartphones. Es ist für das Betriebssystem Android, und plattformunabhängig als Java-Desktop-Client verfügbar. Das Protokoll basiert auf XMPP, das um eigene Erweiterungen ergänzt ist.

## Funktionen
Zusätzlich zum Instant Messaging besteht die Möglichkeit, Fotos, Kontakte, Sprachnachrichten und Standorte auszutauschen. Seit 12. Februar 2017 ist dies auch in Gruppenchats möglich.
Zur Finanzierung werden Spenden u. a. über die Funktion In-App-Produkte angenommen. Durch eine Spende werden keine Zusatzfunktionen freigeschaltet.

## Verfügbarkeit
Die aktuellen Installationspakete lassen sich durch den F-Droid, Amazon Appstore sowie der Entwicklerwebseite kostenlos beziehen.
Derzeit (April 2020) lässt sich die Desktopversion nur in Verbindung mit dem Androidclient verwenden.

## Sicherheit
Es wird eine Ende-zu-Ende-Verschlüsselung mit OpenPGP verwendet. Das Schlüsselpaar wird bei der Ersteinrichtung automatisch generiert und nur der öffentliche Schlüssel an den Server gesendet. Alle Nachrichten sind in der Grundeinstellung verschlüsselt und signiert.
Weitere Benutzer werden mittels Abgleich von Hashes der Telefonnummern aus der Kontaktliste des Handys gefunden.
Der Quellcode für Client und Server kann auf GitHub eingesehen werden.